# Brakas Dajah
Brakas Dajah is een bestuurslaag in het regentschap Bangkalan van de provincie Oost-Java, Indonesië. Brakas Dajah telt 1567 inwoners (volkstelling 2010).